# 1. siječnja
1. siječnja (1. 1.) prvi je dan godine po gregorijanskom kalendaru.
Do kraja godine imaju još 364 dana (365 u prijestupnoj godini).

## Događaji
- 45. pr. Kr. – Stupio na snagu Julijanski kalendar.
- 1. – Započinje nova, "naša" era.
- 404. – Posljednja gladijatorska borba u gradu Rimu.
- 439. – Objavljen Teodozijev zakonik, najveća zbirka rimskog prava dotada.
- 909. – Kijevska Rusija je počela brojiti dane po Julijanskom kalendaru.
- 1001. – Papa Silvestar II. imenovao Stjepana I. za kralja Ugarske.
- 1438. – Albert II. Habsburgovac je okrunjen kao kralj Ugarske.
- 1502. – Portugalci prvi put istražuju područje na kojem se danas nalazi Rio de Janeiro.
- 1515. – Franjo I. postao francuski kralj.
- 1527. – Na Cetinskom saboru hrvatsko plemstvo izabralo je austrijskog nadvojvodu Ferdinanda Habsburškog za hrvatskog kralja.
- 1600. – Škotska počinje s upotrebom julijanskog kalendara.
- 1651. – Karlo II. okrunjen kao kralj Škotske.
- 1673. – Počinje stalna dostava pošte između New Yorka i Bostona.
- 1700. – Rusija počinje koristiti Julijanski kalendar.
- 1707. – Ivan V. okrunjen kao kralj Portugala.
- 1739. – Francuski moreplovac Jean-Baptiste Charles Bouvet de Lozier otkrio otok koje je kasnije po njemu nazvano Bouvet.
- 1788. – Izašlo prvo izdanje londonskog The Timesa.
- 1801. – Otkrivena Ceres, prvi patuljasti planet u Sunčevom sustavu.
- 1801. – Ujedinjenjem Velike Britanije i Sjeverne Irske ukinuto je Kraljevstvo Velike Britanije i stvoreno Ujedinjeno Kraljevstvo Velike Britanije i Sjeverne Irske.
- 1803. – Danska je zabranila uvoz robova u dansku Zapadnu Indiju i postala prva zemlja koja je zabranila ropstvo.
- 1804. – Kraj francuske vlasti u Haitiju, koji je tako postao prva republika crnaca i druga nezavisna država u Sjevernoj Americi, nakon SAD-a.
- 1808. – Zabranjen uvoz robova u SAD.
- 1818. – Prvi put objavljen roman Mary Shelley Frankenstein, ili moderni Prometej.
- 1826. – Naucalpan postaje općina Meksika.
- 1833. – Velika Britanija je proglasila suverenitet nad Falklandskim otočjem u Atlantiku, koja su prije toga bila pod španjolskom kolonijalnom vlašću.
- 1840. – U New Yorku je održano prvo natjecanje u kuglanju u SAD-u, u Knickerbocker Alleysu.
- 1861. – Porfirio Díaz je osvojio Ciudad de México.
- 1863. – Abraham Lincoln drži svoj čuveni govor, "Objava jednakopravnosti", tijekom Američkog građanskog rata.
- 1863. – Lincolnovim Proglasom o emancipaciji službeno slobođeni američki robovi na području Konfederacije, bez stvarnog učinka.
- 1873. – Japan je prihvatio gregorijanski kalendar.
- 1877. – Engleska kraljica Viktorija proglašena caricom Indije.
- 1880. – Počela izgradnja Panamskog kanala.
- 1881. – Francuska se pridružila Ujedinjenim Narodima.
- 1885. – Prihvaćene vremenske zone i standardno vrijeme.  Iste godine u jutarnje vrijeme je pokrenuta najstarija europska tramvajska mreža u gradu Sarajevu.
- 1892. – U Havani počelo 4. svjetsko prvenstvo u šahu.
- 1899. – Kraj španjolske vlasti na Kubi.
- 1898. – New York City anektirao teritorij susjednih okruga, čime je formiran tzv. Veliki New York; 25. siječnja prvobitnim dijelovima grada (Manhattan, Brooklyn, Bronx i Queens) pridružio se Staten Island i tako je formiran današnji New York City.
- 1900. – Kruna je postala jedinstvena (i jedina) valuta u Austro-ugarskoj monarhiji.
- 1901. – Nigerija postaje britanski protektorat.
- 1901. – Područja Zapadna Australija, Južna Australija, Queensland, Victoria, Tasmanija i Novi Južni Wales formirala su Saveznu Državu Australiju.
- 1910. – Na mjestu švicarskog saveznog predsjednika Robert Comtesse zamijenio je Adolfa Denchera. Comtesse je poslije 1904. po drugi put izabran za predsjednika Švicarske.
- 1912. – Počela se primjenjivati Jezična naredba austrijskog ministra Bienertha od 26. travnja 1909. kojom je hrvatski jezik uveden u potpunosti kao službeni jezik u Dalmaciji.[1]
- 1912. – U Švicarskoj je na snagu je stupio civilni zakonik.
- 1912. – Stvorena Republika Kina.
- 1912. – U Velikoj Britaniji je podržavljena cjelokupna telefonija.
- 1914. – Na Floridi je uspostavljen prvi linijski let na svijetu između St. Petersburga (SAD) i Tampe.
- 1919. – Ciliciju zauzeli Francuzi.
- 1929. – Bivše općine Point Grey i Južni Vancouver spojile se i formirale Vancouver.
- 1932. – Otok Alcatraz postaje američki savezni zatvor.
- 1939. – U Sydneyu temperatura dosegla 45 ˚C, što je najviše u povijesti toga grada.
- 1942. – 26 zemalja potpisalo Deklaraciju UN-a.
- 1945. – Drugi svjetski rat: Luftwaffe pokrenuo operaciju "Bodenplatte", veliki, ali neuspješan pokušaj nokautiranja savezničke avijacije u sjevernoj Europi jednim udarcem.
- 1948. – Italija dobila ustav.
- 1956. – Sudan se osamostalio.
- 1958. – Osnovana Europska ekonomska zajednica.
- 1959. – Svrgnut Fulgencio Batista, kubanski diktator.
- 1960. – Johnny Cash održao svoj prvi besplatni koncert iza zatvorskih rešetaka.
- 1960. – Kamerun stekao neovisnost od Francuske.
- 1966. – Nakon državnog udara Jean-Bédel Bokassa preuzeo vlast u Srednjoafričkoj Republici.
- 1971. – Reklamiranje cigareta zabranjeno na američkoj televiziji.
- 1973. – Danska, Irska i Ujedinjeno Kraljevstvo postali članovi Europske zajednice.
- 1978. – Avion Boeing 747 kompanije Air India srušio se u Arapsko more nedaleko od Mumbaia; poginulo je 213 osoba.
- 1979. – Službeno uspostavljeni diplomatski odnosi između SAD-a i Kine.
- 1981. – Grčka primljena u Europsku zajednicu.
- 1982. – Peruanac Javier Pérez de Cuéllar postao prvi Latinoamerikanac na funkciji generalnog sekretara UN-a.
- 1986. – Španjolska i Portugal ulaze u Europsku zajednicu.
- 1989. – Stupio na snagu Montrealski protokol.
- 1990. – Denominirana je jugoslavenska valuta - dinar, 10.000 dinara je postalo 1 novi dinar, a građani su prvi puta nakon drugog svjetskog rata mogli slobodno kupovati stranu valutu u bankama.
- 1990. – David Dinkins položio zakletvu kao prvi afroamerički gradonačelnik New York Cityja.
- 1992. – Službeno formirana Ruska Federacija.
- 1993. – Podjela Čehoslovačke na dvije nezavisne republike – Češku i Slovačku.
- 1993. – Osnovano jedinstveno europsko tržište.
- 1995. – Osnovana Svjetska trgovinska organizacija (WTO).
- 1995. – Austrija, Finska, i Švedska ulaze u Europsku uniju.
- 1997. – Ganac Kofi Annan postao generalni sekretar UN-a.
- 1998. – Uveden porez na dodanu vrijednost kao suvremeni oblik oporezivanja potrošnje u Hrvatskoj. "Ocem" PDV-a se smatra Borislav Škegro, tadašnji ministar financija.
- 2002. – Uvođenje nove valute eura u papirnatim novčanicama i kovanicama u državama Finskoj, Irskoj, Njemačkoj, Nizozemskoj, Belgiji, Luksemburgu, Francuskoj, Monaku, Austriji, Portugalu, Španjolskoj, Italiji, San Marinu, Vatikanu i Grčkoj.
- 2007. – Bugarska i Rumunjska postale su punopravne čanice Europske unije, te su istupile iz CEFTA-e.
- 2007. – Bugarski, rumunjski i Irski jezik postali su službeni jezici Europske unije.
- 2007. – Euro postaje službena valuta u Sloveniji zamjenjujući dotadašnji tolar, iako će se s njime moći plaćati još naredna dva tjedna nakon čega će prestati vrijedjeti.
- 2007. – Njemačka je od Finske preuzela predsjedanje Europskom unijom.
- 2008. – Cipar i Malta su uvele euro kao službenu valutu.
- 2008. – Slovenija je kao prva nova članica počela predsjedati Europskom unijom.
- 2008. – Započela primjena pravnog režima Zaštićenog ekološko-ribolovnog pojasa Republike Hrvatske i na države članice Europske unije.
- 2008. – Ukinuto obvezno služenje vojnog roka u Oružanim snagama Republike Hrvatske.
- 2008. – Hrvatska započela dvogodišnji mandat kao nestalna članica Vijeća sigurnosti UN-a.
- 2009. – Austrija je od Hrvatske preuzela predsjedanje Vijećem sigurnosti UN-a.
- 2009. – U Slovačkoj je uz Slovačku krunu i Euro postao službena valuta na rok od dva tjedna, kada će Euro postati jedina valuta u toj državi dok će Slovačka kruna otići u povijest.
- 2009. – U Norveškoj je na snagu stupio zakon koji homoseksualnim osobama dopušta sklapanje braka (civilno i u određenim vjerskim zajednicama kao što su određene protestantske crkvene zajednice), te posvajanje djece, dok je homoseksualnim ženama još i dopušten odlazak na umjetnu oplodnju kako bi se djeca koja su rođena u braku dviju homoseksualnih žena, a koja su nastala kao rezultat umjetne oplodnje bila priznata kao njihova vlastita djeca. Ovim je činom Norveška postala 4. država na svijetu u kojoj se mogu sklapati istospolni brakovi koji imaju jednaka prava kao i heteroseksualni brakovi (osim činjenice da se heteroseksualni brakovi mogu sklapati u svim vrstama vjerskih zajednica, dok je to u ovom slučaju svedeno samo na određeni dio protestantskih vjerskih zajednica).
- 2010. – Španjolska je od Švedske preuzela šestomjesečno predsjedanje Europskom unijom.
- 2018. – Bugarska počela predsjedati Europskom unijom.
- 2020. – Hrvatska počela predsjedati Europskom unijom
- 2023. – Hrvatska zamijenila kunu eurom i postala član Eurozone te ušla u Schengenski prostor.

| - 1431. – Aleksandar VI., papa († 1503.) - 1449. – Lorenzo de' Medici, talijanski političar i vladar Firence - 1502. – Grgur XIII. - 1618. – Bartolomé Esteban Murillo, španjolski slikar († 1682.) - 1711. – Franjo Trenk, austrijski pukovnik († 1749.) - 1735. – Paul Revere - američki zlatar i domoljub - 1823. – Sándor Petőfi, mađarski pjesnik i revolucionar - 1833. – Franziska Lechner, njemačka redovnica († 1894.) - 1857. – Oton Kučera, hrvatski popularizator tehnike i prirodoslovlja († 1931.) - 1860. – Karlo Lwanga, ugandski katolički svetac († 1886.) - 1863. – Pierre de Coubertin, "otac" modernih olimpijskih igara († 1937.) - 1870. – Ernst Barlach, njemački kipar - 1879. – Edward Morgan Forster, engleski književnik († 1970.) - 1888. – John Garand, kanadsko-američki inženjer i dizajner, tvorac puške M1 Garand - 1894. – Satyendra Nath Bose, indijski fizičar i matematičar - 1895. – J. Edgar Hoover, prvi direktor FBI-a - 1907. – Leonid Iljič Brežnjev, ruski političar († 1982.) - 1919. – Jerome David Salinger, američki književnik - 1920. – Osvaldo Cavandoli, talijanski crtač animiranih filmova († 2007.) - 1921. – Rocky Graziano, američki boksač - 1926. – Claudio Villa, talijanski pjevač - 1928. – Frank Pourcel, francuski glazbenik - 1932. – Ivan Lacković Croata, hrvatski likovni umjetnik († 2004.) - 1938. - Ante Dabro, australski kipar/slikar hrvatskog porijekla - Budislav Vukas, hrvatski pravnik i sveučilišni profesor († 2023.) - Frank Langella, američki glumac - 1940. – Spencer Johnson, američki ljekar i pisac - 1942. – Andrija Nikić, hrvatski književnik - 1943. – Vladimir Šeks, hrvatski političar - 1943. – Inge Appelt, hrvatska glumica - 1944. – Đuro Brodarac, hrvatski general i političar († 2011.) - 1944. – Omar al-Bašir, sudanski političar - 1946. – Roberto Rivelino, brazilski nogometaš i trener - 1948. – Ivan Devčić, hrvatski nadbiskup - 1949. – Šimun Šito Ćorić, hrvatski pjesnik, esejist, dramski pisac, antologičar - 1949. – Pablo Escobar, kolumbijski političar i narkodiler - 1952. – Mile Kitić, bosanskohercegovački i srbijanski pjevač - 1959. – Mladen Bodalec, hrvatski glazbenik - 1963. – Dražen Ladić, hrvatski nogometni vratar - 1968. – Davor Šuker, hrvatski nogometaš - 1971. – Marinko Prga, hrvatski glumac - 1972. – Lilian Thuram, francuski nogometaš - 1976. – Mile Smodlaka, hrvatski vaterpolist - 1979. – Anthony Šerić, hrvatski nogometaš - 1981. – Mladen Petrić, hrvatski nogometaš - 1985. – Steven Davis, sjevernoirski nogometaš - 1999. – Gianluca Scamacca, talijanski nogometaš | - 1515. – Luj XII, francuski kralj - 1748. – Johann Bernoulli, švicarski matematičar - 1782. – Johann Christian Bach, njemački skladatelj - 1894. – Heinrich Rudolf Hertz, njemački fizičar, otkrivač fotoelektričnog efekta (* 1857.) - 1922. – Števan Kühar, slovenski (prekomurski) pisac i političar (* 1887.) - 1934. – Blagoje Bersa, hrvatski skladatelj i glazbeni pedagog (* 1873.) - 1940. – Ferdo Šišić, hrvatski povjesničar (* 1869.) - 1963. – Ivan Zemljak, hrvatski arhitekt (* 1893.) - 1972. – Maurice Chevalier, francuski glumac i pjevač - 1981. – Oumarou Ganda, nigerski glumac (* 1935.) - 1982. – Frano Kršinić, hrvatski kipar (* 1897.) - 2001. – Fabijan Šovagović, hrvatski glumac - 2006. – Zlata Tkač, moldavska skladateljica (* 1928.) - 2012. – Kiro Gligorov, prvi Predsjednik Makedonije nezavisne Makedonije - 2013. – Patti Page, američka pop-pjevačica i glumica (* 1927.) - 2014. – Milan Horvat, hrvatski dirigent i glazbeni pedagog (* 1919.) - 2015. – Ulrich Beck, njemački sociolog i filozof (* 1944.) - 2018. – Željko Senečić, hrvatski slikar (* 1933.) - 2019. – Ivo Gregurević, hrvatski glumac (* 1952.) - 2019. – Emanuel Hoško, hrvatski franjevac i katolički svećenik (* 1940.) - 2020. – Damir Mihanović, hrvatski komičar, kantautor i interpretator glazbe (* 1961.) - Nova godina - Doček Nove godine - Svjetski dan mira - Svjetski dan molitve za mir - Svjetski dan obitelji - Marija Bogorodica - Haiti (Dan neovisnosti) - Sudan (Dan neovisnosti) - Kuba (Dan oslobođenja) - Slovačka (Uspostava Slovačke republike) |

## Imendani
- Marija